# Panaeolus
Panaeolus is een geslacht van schimmels behorend tot de familie Galeropsidaceae.

## Kenmerken
Het vruchtlichaam is meestal bruin, de hoed is kegelvormig, klokvormig tot halfrond van vorm en soms uitgespreid wanneer deze volgroeid is. De steel zit in het midden van de hoed en heeft geen ring, behalve de geringde vlekplaat (Panaeolus semiovatus). De sporenprint is zwart, de lamellen zijn donkerbruin tot zwart wanneer ze rijp zijn, maar gevlekt vanwege de verschillende tijdstippen van rijpheid van de sporen.

## Habitat
Ze zijn te vinden altijd op grasrijke locaties met mestafzettingen. Vanwege deze locatievereisten zijn de Panaeolus wijdverbreid op weiden in alle gebieden waar veeteelt wordt beoefend. Het zijn culturele opvolgers waarvan het verspreidingsgebied dat van het pastoralisme volgt

## Soorten
Volgens Index Fungorum telt het geslacht 107 soorten (peildatum december 2021):
| Soortnaam                                     | Auteur(s)                                                             | Publicatiejaar |
| --------------------------------------------- | --------------------------------------------------------------------- | -------------- |
| Panaeolus acidus                              | Sumst.                                                                | 1905           |
| Panaeolus acuminatus (Spitse vlekplaat)       | (P. Kumm.) Quél.                                                      | 1872           |
| Panaeolus affinis                             | (E. Horak) Ew. Gerhardt                                               | 1996           |
| Panaeolus africanus                           | Ola'h                                                                 | 1969           |
| Panaeolus albellus                            | Massee                                                                | 1902           |
| Panaeolus albidocinereus                      | (Britzelm.) Sacc.                                                     | 1895           |
| Panaeolus albovelutinus                       | (Rick) Raithelh.                                                      | 1995           |
| Panaeolus alcis                               | M.M. Moser                                                            | 1983           |
| Panaeolus alveolatus                          | Peck                                                                  | 1902           |
| Panaeolus annulatus                           | Natarajan & Raman                                                     | 1983           |
| Panaeolus anomalus                            | (Murrill) Sacc. & Trotter                                             | 1925           |
| Panaeolus antillarum (Tropische vlekplaat)    | (Fr.) Dennis                                                          | 1961           |
| Panaeolus ater (Zwartbruine vlekplaat)        | (J.E. Lange) Kühner & Romagn. ex Bon                                  | 1985           |
| Panaeolus atrobalteatus                       | Pegler & A. Henrici                                                   | 1998           |
| Panaeolus axfordii                            | Y.W. Hu, S.C. Karunarathna, P.E. Mortimer & J.C. Xu                   | 2020           |
| Panaeolus bernicis                            | A.M. Young                                                            | 1989           |
| Panaeolus bisporus                            | (Malençon & Bertault) Ew. Gerhardt                                    | 1996           |
| Panaeolus bolombensis                         | Beeli                                                                 | 1928           |
| Panaeolus bubalorum                           | Pat.                                                                  | 1897           |
| Panaeolus caliginosus                         | (Jungh.) Gillet                                                       | 1878           |
| Panaeolus cambodginiensis                     | Ola'h & R. Heim                                                       | 1969           |
| Panaeolus campanuloides                       | Guzmán & K. Yokoy.                                                    | 1979           |
| Panaeolus chlorocystis                        | (Singer & R.A. Weeks) Ew. Gerhardt                                    | 1987           |
| Panaeolus cinctulus (Gezoneerde vlekplaat)    | (Bolton) Sacc.                                                        | 1887           |
| Panaeolus cinereofuscus                       | (Britzelm.) Sacc.                                                     | 1895           |
| Panaeolus clelandii                           | Ew. Gerhardt                                                          | 1994           |
| Panaeolus conicodiffractus                    | (Rick) Raithelh.                                                      | 1995           |
| Panaeolus convexulus                          | Singer                                                                | 1965           |
| Panaeolus cyanescens                          | Sacc.                                                                 | 1887           |
| Panaeolus cyanoannulatus                      | Atri, M. Kaur & Amand. Kaur                                           | 2014           |
| Panaeolus cylindrosporus                      | E. Ludw.                                                              | 2001           |
| Panaeolus desertorum                          | (Velen. & Dvořák) E.F. Malysheva, G. Moreno, Svetash. & M. Villarreal | 2019           |
| Panaeolus deviellus                           | (Britzelm.) Sacc.                                                     | 1887           |
| Panaeolus diffractus                          | (Rick) Raithelh.                                                      | 1995           |
| Panaeolus digressus                           | Peck                                                                  | 1895           |
| Panaeolus eburneus                            | Sacc.                                                                 | 1891           |
| Panaeolus expromptus                          | (Britzelm.) Sacc.                                                     | 1895           |
| Panaeolus exsignatus                          | (Britzelm.) Lapl.                                                     | 1894           |
| Panaeolus fimicola (Grauwe vlekplaat)         | (Pers.) Gillet                                                        | 1878           |
| Panaeolus fimicoloides                        | A. Pearson                                                            | 1950           |
| Panaeolus fimiputris                          | (Bull.) Quél.                                                         | 1872           |
| Panaeolus fontinalis                          | A.H. Sm.                                                              | 1948           |
| Panaeolus fraxinophilus                       | A.H. Sm.                                                              | 1948           |
| Panaeolus georgii                             | Szem.                                                                 | 1944           |
| Panaeolus gomphodes                           | (Fr.) Sacc.                                                           | 1887           |
| Panaeolus goossensiae                         | Beeli                                                                 | 1928           |
| Panaeolus griseofibrillosus                   | (Rick) Raithelh.                                                      | 1995           |
| Panaeolus guttulatus (Kleinsporige vlekplaat) | Bres.                                                                 | 1883           |
| Panaeolus hallii                              | McAlpine                                                              | 1899           |
| Panaeolus hippophilus                         | E.H.L. Krause                                                         | 1928           |
| Panaeolus hygrophanus                         | Velen.                                                                | 1921           |
| Panaeolus hypomelas                           | (Fr.) Sacc.                                                           | 1887           |
| Panaeolus incanus                             | Quél.                                                                 | 1898           |
| Panaeolus indicus                             | Sathe & J.T. Daniel                                                   | 1979           |
| Panaeolus lentisporus                         | Ew. Gerhardt                                                          | 1996           |
| Panaeolus lepistercoris                       | Atri, M. Kaur & Amand. Kaur                                           | 2014           |
| Panaeolus lerchenfeldii                       | (Schulzer) Sacc.                                                      | 1887           |
| Panaeolus leucophanes                         | (Berk. & Broome) Sacc.                                                | 1887           |
| Panaeolus lignicola                           | Rick                                                                  | 1930           |
| Panaeolus linnaeanus                          | S. Imai                                                               | 1938           |
| Panaeolus mexicanus                           | (Guzmán) Voto & Angelini                                              | 2021           |
| Panaeolus microspermus                        | (Natarajan & Raman) Voto                                              | 2021           |
| Panaeolus microsporus                         | Ola'h & Cailleux                                                      | 1969           |
| Panaeolus moellerianus                        | Singer                                                                | 1960           |
| Panaeolus niveus                              | Velen.                                                                | 1921           |
| Panaeolus obtusisporus                        | (Britzelm.) Sacc.                                                     | 1895           |
| Panaeolus olivaceofuscus                      | Raithelh.                                                             | 1977           |
| Panaeolus olivaceus                           | F.H. Møller                                                           | 1945           |
| Panaeolus ovatus                              | Sacc.                                                                 | 1891           |
| Panaeolus paludosus                           | Cleland                                                               | 1933           |
| Panaeolus panaiensis                          | Copel.                                                                | 1905           |
| Panaeolus papilionaceus (Franjevlekplaat)     | (Bull.) Quél.                                                         | 1872           |
| Panaeolus plantaginiformis                    | (Lebedeva) E.F. Malysheva                                             | 2019           |
| Panaeolus pseudoguttulatus                    | Hauskn. & Krisai                                                      | 2009           |
| Panaeolus pseudopapilionaceus                 | Copel.                                                                | 1905           |
| Panaeolus pusillus                            | (Sacc.) Sacc. & Trotter                                               | 1925           |
| Panaeolus queletii                            | Schulzer                                                              | 1885           |
| Panaeolus refellens                           | (Britzelm.) Sacc.                                                     | 1887           |
| Panaeolus regis                               | De Seynes                                                             | 1901           |
| Panaeolus remotus                             | (Schaeff. ex Fr.) Gillet                                              | 1878           |
| Panaeolus remyi                               | (Kalchbr. & Roum.) Sacc.                                              | 1887           |
| Panaeolus reticulatus                         | Overh.                                                                | 1916           |
| Panaeolus rickenii                            | Hora                                                                  | 1957           |
| Panaeolus rickenii                            | Hora                                                                  | 1960           |
| Panaeolus rubricaulis                         | Petch                                                                 | 1925           |
| Panaeolus rufus                               | Overh.                                                                | 1916           |
| Panaeolus semiglobatus                        | (Murrill) Sacc. & Trotter                                             | 1925           |
| Panaeolus semilanceatus                       | Peck                                                                  | 1909           |
| Panaeolus semiovatus (Geringde vlekplaat)     | (Sowerby) S. Lundell & Nannf.                                         | 1938           |
| Panaeolus sepulchralis                        | (Berk.) Sacc.                                                         | 1887           |
| Panaeolus solidipes                           | (Peck) Sacc.                                                          | 1887           |
| Panaeolus squamulosus                         | Velen.                                                                | 1921           |
| Panaeolus subbalteatus                        | (Berk. & Broome) Sacc.                                                | 1887           |
| Panaeolus subditus                            | (Britzelm.) Sacc.                                                     | 1887           |
| Panaeolus subfirmus (Grote vlekplaat)         | P. Karst.                                                             | 1889           |
| Panaeolus sylvaticus                          | Silva-Filho & Cortez                                                  | 2019           |
| Panaeolus teutonicus                          | Bride & Métrod                                                        | 1950           |
| Panaeolus texensis                            | V.E. Tyler & A.H. Sm.                                                 | 1963           |
| Panaeolus tirunelveliensis                    | (Natarajan & Raman) Ew. Gerhardt                                      | 1996           |
| Panaeolus tropicalis                          | Ola'h                                                                 | 1969           |
| Panaeolus uliginicola                         | (Speg.) Sacc.                                                         | 1891           |
| Panaeolus uliginosus                          | Jul. Schäff.                                                          | 1947           |
| Panaeolus variabilis                          | Overh.                                                                | 1916           |
| Panaeolus venenosus                           | Murrill                                                               | 1916           |
| Panaeolus venezolanus                         | Guzmán                                                                | 1978           |
| Panaeolus wayanadensis                        | Voto & Angelini                                                       | 2021           |
| Panaeolus westii                              | (Murrill) Murrill                                                     | 1942           |